# Andoni Aranaga
Andoni Aranaga Azkune (* 1. Januar 1979 in Azpeitia) ist ein ehemaliger spanischer Radrennfahrer.

## Karriere
Andoni Aranaga begann seine internationale Karriere 2004 bei dem belgischen Radsportteam Chocolade Jacques-Wincor Nixdorf. 2005 wechselte er zu dem spanischen Professional Continental Team Kaiku. Er konnte je eine Etappe bei der Asturien-Rundfahrt sowie der Vuelta a la Comunidad Valenciana gewinnen. 2006 und 2007 fuhr Aranaga für das baskische ProTeam Euskaltel-Euskadi, bei dem er seine Karriere beendete.

## Erfolge
2005
- eine Etappe Asturien-Rundfahrt
- eine Etappe Valencia-Rundfahrt

## Teams
- 2004 Chocolade Jacques
- 2005 Kaiku
- 2006 Euskaltel-Euskadi
- 2007 Euskaltel-Euskadi